# Märaströmmen
Märaströmmen är en fjärd i Finland. Den ligger i landskapet Österbotten, i den västra delen av landet, 400 km nordväst om huvudstaden Helsingfors.
Märaströmmen ligger mellan Söderstenarna i öster samt Tjyckgrunden, Nålstenarna och Rågskärs grund i väster. 